# کروموزوم ۴ (انسان)

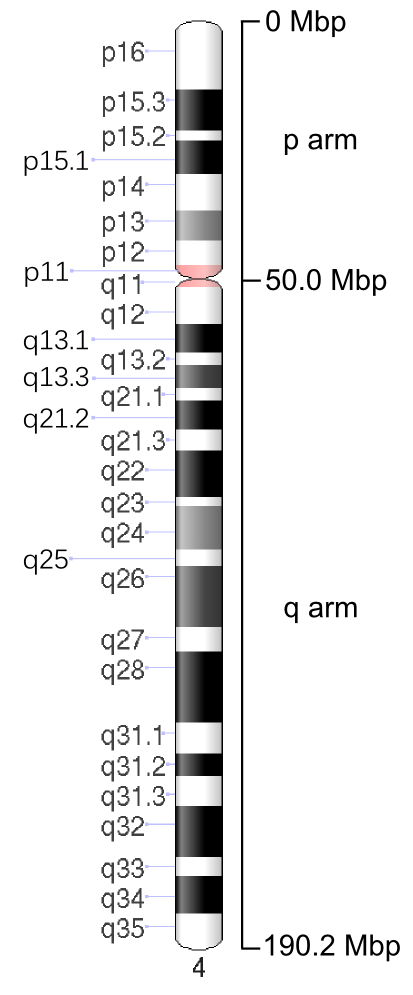
Ideogram of human chromosome 4. Mbp means mega base pair. See locus for other notation.

کروموزوم ۴ (انسان)، یکی از ۲۳ جفت کروموزوم در انسان است. انسان‌ها به‌طور معمول دو نسخه از این کروموزوم را در سلول‌های خود دارند. کروموزوم ۴ از بیش از ۱۸۶ میلیون جفت باز (اجزای تشکیل‌دهندهٔ دی‌ان‌ای) است و در برگیرندهندهٔ بین ۶ و ۶٫۵ درصد از کل دی‌ان‌ای در سلول‌های انسان است.

## ژنومیک
طول این کروموزوم در حدود ۱۹۱ مگابس است. هفت صد و پنجاه و هفت پروتئین رمزگذاری ژن در این کروموزوم تا این تاریخ شناسایی شده‌است. برای دویست و یازده نمونه از این توالی‌های برنامه‌نویسی (برابر با ۲۷٫۹ درصد آن‌ها) در حال حاضر هیچ گواه تجربی در سطح پروتئین در دست نیست. دویست و هفتاد و یک تای آن‌ها به نظر می‌رسد پروتئین‌های غشایی باشند. پنجاه و چهار تای آن‌ها هم تاکنون به عنوان پروتئین‌هایی که به سرطان مربوط می‌شود طبقه‌بندی شده‌است.

## ژن‌ها
برخی از ژن‌های موجود بر روی کروموزوم ۴:
- ANK2: ankyrin 2, neuronal